# Louis Napoleon van der Goes van Dirxland

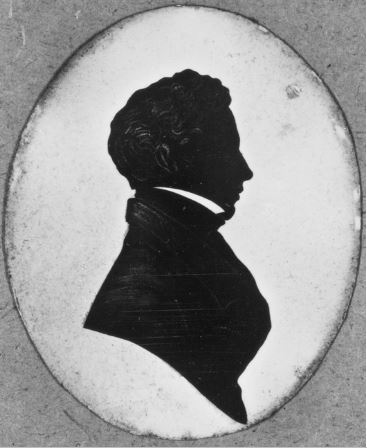
Louis Napoleon van der Goes van Dirxland

Louis Napoleon baron van der Goes van Dirxland, (Loosduinen, 28 juli 1806 - 's-Gravenhage, 19 maart 1885) was een Nederlands politicus.
Hij was een zoon van Maarten van der Goes van Dirxland. Hij was hofdignitaris en kamerheer van prins Frederik, die in het kabinet-Van Hall-Van Heemstra twee maanden minister van Buitenlandse Zaken was. Hij bedong dat hij na zijn ministerschap kon terugkeren in een hoge functie.
Hij werd achtereenvolgend grootmeester, thesaurier en opperschenker des Konings.